# 鉄路節
鉄路節（てつろせつ、鐵路節）は鉄道を記念する中華民国（台湾）の記念日。6月9日。日本での鉄道の日（10月14日）に相当する。

## 概要
6月9日に制定された由来については2説ある

### 清朝（中国大陸）
清朝時代の中国において唐胥鉄路（現在の七灤線）がイギリスの鉄道技師で「鉄道の父」と呼ばれるジョージ・スチーブンソンの生誕100年にあたる1881年（光緒7年）6月9日に起工されたことによる。
戦後、大陸における清朝の後身だった中華民国政府統治下の台湾では1965年（民国54年）からこれを根拠に鉄路節を制定することとなった。

### 清朝（台湾）
清朝統治時代の台湾においても、当時の台湾巡撫だった劉銘伝の近代化政策により、1887年（光緒13年）6月9日に全台鉄路商務総局の設立が宣言され、現在の縦貫線にあたる基隆駅と台北駅（後の大稲埕駅）間を結ぶ路線が起工された。
中華民国政府は1981年に唐胥鉄路起工100周年を記念する行事を台湾で開催するなど、あくまで大陸側の鉄道起工日を以って鉄路節を記念している。台湾側の鉄道事業とは本来は無関係であるが、民間では劉銘伝鉄道由来の記念日として定着している。

## 主なイベント
- 1981年 - 100周年（唐胥鉄路起工）を記念して台湾省制作による宣伝映画「上行列車（上り列車）」が上映された[8]。
- 1988年 - 国立交通大学が中華民国鉄道文化協会の前身となる鉄道研究会（サークル）を設立[9]。
- 1998年 - 退役していたCK101蒸気機関車が復活[10]。
- 2000年 - 初期に台鉄弁当で使われていたステンレス容器の弁当箱が復刻、以来ほぼ毎回デザインを変えて限定販売されている[11]。
- 2001年 - 退役していたCK124蒸気機関車が復活[10]。
- 2004年 - 台北市の南港操車場（中国語版）で日本統治時代のお召し列車「天皇花車」が初めて一般公開された[12]。
- 2006年 - CK124蒸気機関車牽引の特別列車が松山駅 - 菁桐駅を往復[13]。
- 2012年 - JR北海道のSL冬の湿原号との姉妹提携を記念し、内湾線でCK124蒸気機関車による特別列車運行[14]。
- 2013年 - 花蓮駅でLDK59蒸気機関車が公開されるなど、各地で車両の一般公開が行われた[15]。
- 2014年 - EMU700型電車を製品化した鐵支路模型製Nゲージ鉄道模型を限定販売[16]。
- 2015年 - 台東線でCT273型蒸気機関車が牽引する仲夏寶島號を運転[17]
- 2016年 - 阿里山森林鉄路で蒸気機関車を運転[18]。
- 2017年 - TEMU1000型電車（太魯閣号）のハローキティラッピング仕様を製品化した鐵支路模型製Nゲージ鉄道模型を限定販売[19]。
- 2018年 - 「天皇花車」の装飾を模った記念切符を販売[20]。
- 2019年 - 花蓮臨港線にCT273が入線[21]。
- 2020年 - 新型コロナウイルスの影響で直近の週末に運転される予定だったEMU100型電車による郵輪式列車の運行や[22]、花蓮駅でのイベントが取り消され[23]、本局での新観光列車の計画発表など小規模なものにとどまった[24]。

台鉄之友
毎年この時期に台湾鉄路管理局では鉄道文化の啓蒙、増進などで特筆的な貢献をみせた優良な鉄道ファンに対し、国籍不問で「台鐵之友」の称号を授与している。